# T-800 (киборг)
Т-800 — серия вымышленных роботов-терминаторов в цикле фильмов о Терминаторе. Роботы серии являются главными героями фильмов «Терминатор», «Терминатор 2: Судный день», «Терминатор: Генезис», «Терминатор: Тёмные судьбы» и играют видную роль в фильме «Терминатор: Да придёт спаситель». Основной представитель серии, фигурирующий в фильмах — модель 101 (англ. CS 101 — Cyberdyne Systems 101; англ. CSM 101 — Cyberdyne Systems, model 101). В фильме «Терминатор 2: Судный день» при показе вида от лица Терминатора можно заметить надпись слева вверху — версия 2.4. В фильме «Терминатор 3: Восстание машин» присутствует усовершенствованная серия — T-850 (также модели 101, назвавший себя T-101).
В фильме «Терминатор: Да придёт спаситель» серия терминаторов T-800 ещё только начинает производиться (основной боевой единицей на момент действия является T-600). В фильме появляется «цифровая версия» Арнольда Шварценеггера из первого фильма в эпизодической роли T-800.
В фильме «Терминатор: Генезис» актёр Арнольд Шварценеггер вновь возвращается к своей самой известной роли — T-800 CSM 101. Здесь также присутствует более детализированная «цифровая» модель Арнольда Шварценеггера из первого фильма в эпизодической роли T-800 (но уже в изменённой временной линии). В конце фильма он тонет в жидком металле и затем возрождается, приобретя некоторые свойства Т-1000. Во всяком случае, потерянная рука заменяется на полностью жидкометалическую.
Идея киборга-убийцы с красным глазом приснилась Джеймсу Кэмерону, когда он уснул с высокой температурой после сеанса монтажа фильма «Пиранья 2».

## Общее описание

T-800 без кожного покрова с плазменной винтовкой «Вестингауз».

В основе Т-800 — металлический каркас, в общих чертах имитирующий скелет человека. Источник энергии — миниатюрная реакторная установка (точнее — ядерная изотопная иридиевая батарея, конкретный тип не уточняется), расположенная в грудной клетке (в том месте, где у человека сердце) и дублирующая её вторая, резервная, расположенная симметрично основной (то есть, как «сердце справа»). Также, скорее всего, в зависимости от аппаратной версии/экземпляра, помимо основных источников, конструктивно предусмотрено наличие на шинах (линиях) питания высокоемких ионисторов, позволяющих в течение некоторого времени осуществлять «суперавтономное» питание T-800 во время снятия/замены обеих «основных» изотопных батарей при техобслуживании либо повреждения оных, например, в бою.
Объём грудной клетки может изменяться для имитации дыхания. Гидравлические и электромеханические приводы продублированы резервными системами. Центральный процессор, расположенный в голове, может функционировать в двух режимах: стандартном (условно — «только чтение») и расширенном (с возможностью обучения и «записи» новых данных в память). При выполнении одиночных миссий/заданий расширенный режим принудительно отключается (при подготовке T-800 к запуску), поскольку Скайнет не хочет, чтобы подопечные «много думали». Вес эндоскелета — 91 кг (200 фунтов), полный вес — 180 кг (400 фунтов). Максимальная скорость бега, указанная сценаристом Вильямом Фишером в официальной новеллизации, — 22 мили в час (~35 км/ч). Там же указано и время работы от встроенного источника питания: в режиме максимальной эффективности — 1095 дней, в режиме покоя — около 120 лет.
Центральный процессор сделан по принципу искусственной нейронной сети. Основывается на ранних разработках инженера отдела спецпроектов Майлза Дайсона, которые, в свою очередь, базируются на полученных им в 1984 г. обломках микросхемы от «первого» экземпляра T-800, найденных на месте боя с T-800 в конце первого фильма. Процессор, в будущем 2029 г. выпускаемый серийно для T-800 и ещё некоторых боевых роботов других марок/типов (напр., машин класса 'FHK Centurion'), построен на высокотемпературных сверхпроводниках (см. тему 'ВТСП'), что позволяет сочетать низкое энергопотребление и высокую степень интеграции (то есть, по сути, сложность кристалла микросхемы). Полупроводники, из которых состоит процессор T-800, являются сверхпроводящими при «обычных» температурах (в том числе, комнатной/уличной) и не требуют криогенного охлаждения (достаточно обычного теплоотвода в лючке/отсеке (в черепе T-800), где установлен микропроцессор). Архитектурно процессор T-800 подобен одному из существующих микропроцессоров типа Motorola MC 68### (68000,68020,68030… и т. п.) или DEC ALPHA 21#64 (21264, 21364… и т. п.), представляя собой некую супер-мега-«расширенную» военную версию одного из них (напр., в первом фильме, когда показывается вид «из глаз» T-800, в некоторых моментах видны пробегающие его внутреннему «красному экрану» строчки как раз «Моторолловского» ассемблера) и, скорее всего, способного выполнять соответствующий машинный код от MC 68### / ALPHA 2#### в режиме «обратной совместимости» (хотя в сюжете такая задача нигде и никем ему не ставилась). Схемотехнически «мозг» T-800 является многоядерным (правильнее будет сказать, даже «многопроцессорным») процессором, состоящим из определённого количества полноценных вычислительных «ядер»(точнее — таких же готовых одиночных микропроцессоров), размещенных на одной подложке (как инженеры говорят, «в одном кристалле») и связанных между собой некоей гиперскоростной системной шиной (для определённости — расширенный вариант шины «Alpha EV/6» или «Blue Lightning»), позволяющей реализовывать создание «нейросетевых цепочек», а также мгновенный доступ любого вычислительного «ядра» к любому другому по принципу т.наз. «гиперкуба» (см. тему 'гиперкуб'). Вся эта многопроцессорная сборка представляет собой законченное готовое техническое решение и упакована в корпус, по размерам напоминающий, как было можно увидеть во втором фильме, «костяшку домино» и реализует аппаратную/физическую многопоточность и «распараллеливание» вычислений, с возможностью «подхвата», то есть, оперативной переадресации задач на другое «ядро» при необходимости — так как каждый из одиночных микропроцессоров, входящий в общий «набор», являясь копией «себя самого», выполняет «свою» определённую работу (являющуюся частью общей задачи): напр., один из них управляет зрением T-800, другой — удержанием равновесия («вестибуляр»); третий — обеспечивает ходьбу/движение в целом («мозжечок»); четвёртый — баллистические расчеты (для стрельбы и поездок на мотоцикле); пятый — синтез речи; шестой — обработка тактической информации (насколько опасен противник, какое оружие лучше взять, или может, просто рукой ударить) и т. д. Одно из вычислительных «ядер», условно являющееся «главным», управляет всей системой (роботом/сервером) «в целом», анализируя/обрабатывая данные (тактика, вестибуляр, зрение и т. д.), поставляемые другими, условно-«нижестоящими», вычислительными «ядрами». Каждый из «единичных» микропроцессоров, составляющих весь ЦП T-800 в целом, содержит «свое» местное ОЗУ/ПЗУ и однокристальный аналог «жесткого диска» (см. тему. 'Disk-on-Chip'), электрически являющийся его частью.
Изначально разработанный Майлзом Дайсоном вариант нейросетевого процессора предназначался для использования в военных супер-ЭВМ (мэйнфрэймах) и БЦВМ самолётов-истребителей «тех» времен (1984-1995 гг., по условиям сюжета), однако система SkyNet после «Судного Дня» (29.08.1997), пока люди пытались выжить после ядерных ударов, обретя самостоятельность и возможность мыслить, используя то, что уже было сделано людьми, продолжила дальнейшую разработку нейросетевого процессора самостоятельно, дополнительно его усовершенствовав (в результате чего самолёты стали полностью беспилотными, а позже появились T-800 и др. машины).
Предполагаемая ОС для T-800 (с учётом изначальной несовместимости с IBM PC/Intel-архитектурой и Windows) — вариант UNIX-подобной ОС, доработанной SkyNet’ом (в том числе, частично переписанная на «чистом» ассемблере) под свои нужды (с оптимизацией машинного кода в сторону увеличения компактности и снижения времени отклика и количества требуемых ресурсов) для использования как «у себя»(серверная ОС), так и на T-800 и, скорее всего, всех остальных роботах (с различными модификациями под конкретный тип/вид/модель и их возможности).
С учётом всех имеющихся аппаратных и программных средств, физическая сложность и общие возможности «мозга» T-800 приближаются к человеческим, местами даже превосходя их (в частности, по быстроте реакции и точности движений). T-800 вполне по силам логическое и абстрактное мышление; умение понимать человеческий юмор и жаргон; он умело разбирается и пользуется вещами, предназначенными для людей(в том числе, автотехника, оружие); способен дистанционно определять температуру, размеры, траекторию движения объектов(и частично — их массу), прогнозировать опасность потенциального противника, в большинстве случаев правильно предугадывая его действия; брать пробы окружающего воздуха; точно воспроизводить и(или) синтезировать голоса других людей (в том числе, с помощью встроенных алгоритмов семплирования услышанных звуков), включая тембр, манеру, произношение и стиль речи. Скорее всего, сможет, используя свои вычислительные способности как таковые, играть в шахматы (хотя, такой необходимости, по сюжету, не возникало).
Благодаря встроенному в череп некоему устройству, называемому «Telepathic Communication Implant Cores», по всей вероятности, позволяющему терминаторам общаться друг с другом и другими машинами SkyNet (по сути/функционалу — бортовой приемопередатчик либо широкополосный радиомодем), может воспринимать, прослушивать и отслеживать радиоэфир как на выделенных, так и на большинстве «промышленных» частот, включая общедоступные «человеческие» (ДВ/СВ/КВ/УКВ/ДМВ-диапазонов).
Поскольку протокол такого общения основан на беспроводном принципе (так или иначе — радиосвязь), возможно, он позволяет терминаторам обнаруживать и идентифицировать друг друга. Например, в фильме «Терминатор 2: Судный день» T-800 сразу знал, что T-1000 преследует их на полицейском вертолёте.
В зависимости от назначения конкретного экземпляра, корпус может быть покрыт искусственно сгенерированной человеческой плотью, что является одним из основных отличий от серии T-600, которая имела резиновую кожеимитацию. Для наземной охоты за людьми Скайнет использовал роботов серии Т-800, у которой покров отсутствовал. Другим отличием от серии T-600 является более прочный металлический каркас из высоколегированного титанового сплава(тип не уточняется, но говорится, что «плотность/прочность сплава максимально возможная»), практически неуязвимый для лёгкого огнестрельного оружия.
Насос для перекачки крови расположен в спине. Органические составляющие системы способны к регенерации после ранений (причём, как становится известно из пятого фильма, не только к заживлению малых ранений, но и к отращиванию ткани на целой конечности). Разумеется, терминатор не испытывает боли, но, по его собственным словам, при нанесении ему повреждений, в том числе органике, он получает информацию об ущербе (с установленных на скелете различного рода тензодатчиков и иных сенсоров), которую можно назвать болью.

John: Does it hurt when you get shot? (Тебе больно, когда в тебя попадают?)
Terminator: My body senses injuries. The data would be called «pain». (Я чувствую повреждения, эти данные можно назвать болью)— Терминатор 2: Судный день 
Зрение обеспечивается сенсорами, снабженными детекторами инфракрасного излучения (тепловизорами или подобными устройствами) с возможностью ночного видения, позволяющими фиксировать тепловое излучение, в том числе исходящее от живых существ. Зрительные сенсоры терминатора анатомически расположены, как у человека, и соответственно, замаскированы органическими глазами.
Камера, установленная в глазу терминатора, скорее всего, имеет максимальную чувствительность в красном и инфракрасном спектральном диапазоне, но также способна нормально работать и в «обычном», «телевизионном» режиме «RGB» (в к/ф «Terminator», когда T800 днем читает блокнот Сары, на крупном плане хорошо видно, что «глаза» у него «не горят», так как оно и так светло). В данном случае мы имеем дело с оптоэлектронной парой открытого типа: излучатель (инфра-)красного цвета, который светит из глаза ночью, плюс видеокамера, которая фиксирует отражённый свет и формирует картинку для центрального микропроцессора (как вариант — т.наз. «активная подсветка оптики»). Причём оптопара в заводском исполнении выпускалась со светофильтром (отсекающим видимую красную часть света излучателя). Светофильтры стояли на обоих «глазах» терминатора и были замаскированы под обычные зрачки; помимо этого, скорее всего, светофильтры являлись «двусторонними», также устраняя блики и прочие «артефакты» видимого роботом изображения при прохождении света по направлению «снаружи»/«извне» к «глазу» T800, осуществляя т.наз. «glare protection» и тем самым, в общем случае, избавляя его от технической необходимости ношения очков как таковых.
Судить о прочности зрительной системы терминатора сложно, но судя по тому, что она продолжала безотказно функционировать после мощного механического и термического воздействия, например, в результате взрыва бензовоза или шквального обстрела на поражение, можно предполагать о чрезвычайно высокой надежности как всей системы терминатора в целом, так и зрительных органов в частности. Однако во втором фильме T-1000 повредил стальной болванкой механизм позиционирования оптического сенсора у Т-800, и он, вплоть до момента самоаннигиляции терминатора в расплавленном металле, не двигался, но электрически продолжал функционировать.
T-800 способен к звукоподражанию и имитации голосов людей (тембр меняется в очень широком диапазоне, включая женские и детские голоса), путем использования довольно обширных программных возможностей по синтезу и семплированию услышанных звуков. Обычная речь «по умолчанию» у Т-800 сухая, механизированная, исключительно формализованная, лаконично и четко излагающая информацию, либо требования, тем не менее, в шестом фильме речь Т-800 была очень похожа на человеческую, что можно объяснить тем, что за 20 лет терминатор научился подражать людям. Во время произнесения слов присутствует выраженная артикуляция. Лицевая часть органического покрова способна к имитации мимики человека. Судя по второй части фильма, простейшие элементы человеческой мимики, такие как улыбка, требуют у Т-800 значительного времени для полноценного овладения. В пятом фильме этот момент становится комедийным элементом: за 11 лет жизни среди людей Терминатор Папс идеально освоил улыбку, но часто делает её не к месту.
T-800 способен вычислять расстояния от объектов по отношению к себе, делать детальные кинетические расчёты траекторий, брать пробы и анализировать атмосферу, погодные условия и скорость ветра, изучать структуру тела и его повреждения, рассчитывать вес, анализировать текстуры и материалы, температуру и многое другое.
По утверждению самого терминатора модели Т-800 из второго фильма, ресурс его эндоскелета (в первую очередь, источника питания) и, частично, органической плоти рассчитан на 120 лет бесперебойного функционирования; в пятом фильме показано, что органическая плоть терминатора имеет свойство стареть, хотя и медленнее, чем у обычных людей, что было задумано специально, чтобы он не привлекал их внимание.
T-800 предпочитает одежду криминальных субъектов, уличных бандитов и байкеров.. При выборе средства передвижения предпочтение отдает мотоциклам, однако при необходимости, не задумываясь, меняет их на любой другой транспорт, более подходящий под конкретные обстоятельства.
Внутри конкретной производственной серии терминаторы различаются по моделям, которые определяются внешностью. В фильме «Терминатор» действуют два T-800: модель 101 в исполнении Арнольда Шварценеггера и терминатор из будущего неизвестной модели в исполнении Франко Коломбо.
Во втором фильме «Терминатор 2: Судный день» T-800 модели CSM 101 имеет (аппаратную) версию N 2.4 (отображается на внутреннем «красном экране» при перезагрузке), а выглядит точно так же, как и экземпляр T-800 из первого фильма(то есть, как А.Шварценеггер).
Судя по событиям всех фильмов, Т-800 — наиболее удачная серия терминатора. При подчеркнутой «устарелости» модели, в реальных боевых условиях при выполнении задач превосходит более продвинутые модели (более успешна по итогам событий) во многом благодаря огромному запасу прочности и «выносливости», а также развитому программному обеспечению и предусмотренной возможности работы в «расширенном» режиме. Даже более поздним моделям терминаторов стоит большого труда справиться с Т-800.
В фильмах «Терминатор», «Терминатор 2: Судный день», «Терминатор 3: Восстание машин» Сара Коннор, Джон Коннор и Доктор Зильберман часто называют терминатора роботом, что пресекается самим терминатором и Кайлом Ризом (в первой части) со ссылкой на то, что правильнее называть такие модели киборгами. В действительности же, с позиций терминологии, данные машины являются роботами-андроидами, поскольку киборг — это биологический организм, имеющий механические компоненты, зачастую наделенный сознанием, а не робот, замаскированный живым кожным покровом. Действительный киборг появляется в фильме «Терминатор: Да придёт спаситель» — человек по имени Маркус Райт, играющий одну из главных ролей в сюжете, органический скелет и внутренние органы которого (кроме сердца и мозга) заменены на механику по технологиям Кибердайн Системс, сопоставимую с системами терминатора, а оставшиеся биологические ткани наделены способностью к полной регенерации, но при этом термины «робот» и «киборг» в фильме не встречаются. Также часто используются эпитеты «машина» и «оно».

## T-850
T-850 — усовершенствованная серия, к которой принадлежит персонаж фильма «Терминатор 3: Восстание машин». 4 июля 2032 года один из таких роботов (Арнольд Шварценеггер) убил Джона Коннора, но был захвачен в плен. После перепрограммирования Кэтрин Брустер послала его в прошлое (в 2004 год) для защиты молодого Джона Коннора и самой себя.
Будучи улучшенной версией T-800 в изменившемся будущем, роботы этой серии внешне не отличаются от прежних, но используют иной источник энергии: два дублирующих друг друга водородных топливных элемента, но, в отличие от «классических» (которые по сути — химические батареи), работающих все же по ядерному принципу (возможно даже, в режиме «холодного термоядерного синтеза», но в сюжете фильма это никак не поясняется) и, несмотря на более высокую мощность, намного менее надежных (по сравнению с таковыми у T-800). Элементы питания T-850 имеют упрощенную возможность доступа к ним для снятия и замены, каждый из них рассчитан на 200 лет автономной работы (до 50 лет на полной боевой мощности). Однако после поломки первого своего элемента и использования второго элемента в качестве гранаты для уничтожения вражеского T-X, Т-850 не отключился, что предполагает наличие либо некоего третьего, «еще одного» резервного источника питания(о котором также никак не упоминается), либо, скорее всего, современных (для «своего» времени, в будущем) сверхъемких ионисторов на шине питания (бортсети робота), позволяющих T-850 ещё некоторое время работать «суперавтономно» в обычном режиме без отключения/перезагрузки, когда оба штатных элемента питания сняты и/или повреждены в бою (и тем самым, в ряде случаев, иметь возможность завершить начатое действие, как это показано в конце третьего фильма при уничтожении T-X).
По словам самого T-850, «поврежденные элементы питания утрачивают стабильность», поэтому должны быть отключены(сняты) как можно быстрее — во избежание ядерного взрыва (что и демонстрируется зрителю в третьем и в финале четвёртого фильма), который приведет к уничтожению как самого робота, так и всего, находящегося рядом с ним (примерная мощность оценивается в несколько килотонн в «тротиловом эквиваленте»), со всеми вытекающими последствиями в виде радиоактивного заражения, электромагнитных всплесков и прочих «прелестей», сопутствующих этому явлению.
Также усилена прочность эндоскелета и упрощена процедура снятия с него человеческой плоти (в том числе, на тех участках, где это потребуется, напр., при доступе к лючку установки микропроцессора и контейнеру с твердотельными дисками, находящимися на голове T-850). Встроенное оружие, как и у T-800, отсутствует. Масса — 320 кг, максимальная скорость — 74 км/ч; максимальное усилие, развиваемое гидравлическим приводом — 220 кгс . Внутренний компьютер («мозг») T-850, как и у T-800, построен на основе разработанного ранее многоядерного нейро-сетевого микропроцессора, использующего технологию высокотемпературной сверхпроводимости (см. тему 'ВТСП') и обеспечивающего аппаратную/физическую многопоточность в реальном режиме времени. Микропроцессор T-850 изначально работает в «расширенном» режиме («чтение/запись», усиленное самообучение), имеет увеличенное быстродействие и объёмы памяти(как ОЗУ/ПЗУ, так и дискового массива для хранения данных), более развитое встроенное ПО и бортовую ОС, а также способен «на лету» обрабатывать до 20 миллионов возможных вариантов действий в секунду (тем самым определяя опасность потенциального противника, зачастую верно предугадывая его действия). Помимо этого, T-850, как и T-800, умеет визуально определять скорость и траекторию движения объектов, их размеры и примерную массу; с высокой точностью рассчитывать «на глазок» нужное направление стрельбы (с помощью встроенной автоматики(сопроцессора) баллистических расчетов); брать пробы воздуха, воспринимать и анализировать идущие извне электромагнитные излучения, напр., пакеты радиоволн (с помощью бортового широкодиапазонного приемопередатчика/радиомодема). Кроме того, во внутреннюю базу данных T-850 дополнительно заложены основы психологии, социологии (не говоря о том, что технику и анатомию/медицину он, как и T-800,знает изначально), истории, философии и много других различных наук из смежных областей.

## T-888
T-888 — усовершенствованная модификация терминаторов серии T-800 из сериала «Терминатор: Битва за будущее», фактически являющаяся роботом-терминатором нового поколения. По сравнению с T-800 он имеет более прочный каркас, выполненный не из титана, как ранее, а из более тугоплавкого колтана. Способен самовосстанавливаться (узлы и агрегаты имеют свои системы питания, а также дистанционно связаны; таким образом, обезглавленный киборг способен существовать отдельно от своей головы, также как и голова без него, но тем не менее, стремится к максимальному восстановлению корпуса). T-888, в отличие от моделей T-800 и T-850, способен выполнять задачи любого плана, а не только ликвидация целей. Так, в первом сезоне (4 серия) терминатор T-888 выполнял задачу по розыску и складированию колтана — материала, из которого в будущем «Скайнет» будет изготавливать роботов-терминаторов. При этом в его задачу не входили розыск и уничтожение Джона Коннора. При этом, даже в рамках выполнения задачи по уничтожению Джона Коннора, T-888 «Кромарти» выполняет целый комплекс побочных задач, идеально маскируясь под человека (в отличие от тех же T-800 и T-850): находит своё тело и доставляет его к своей голове, совершает похищение крови, находит врача-гематолога, при помощи которого восстанавливает кожный покров, затем при помощи пластического хирурга восстанавливает «человечность» искорёженного кожного покрова, а в дальнейшем заменяет собой личность киноактёра, чей лик им был похищен после операции. Другой T-888, с целью ликвидации Дерека Риза, задержанного полицией за убийство Энди (разработчика ИИ «Турок»), специально совершает преступление и попадает в тюрьму.
Модель T-888 обладает повышенными способностями для внедрения в человеческое общество, имитируя человеческое поведение и эмоции, в том числе T-888 имеет своеобразное чувство юмора и сарказма. Для выполнения задания принимает различные логичные решения и вживается в роли, в отличие от прямолинейных T-600 и T-800. Также имеется существенное отличие от Т-800 и Т-850 — это индивидуальная высота эндоскелета каждой единицы Т-888.
По ходу повествования сериала встречаются разнообразные представители этой серии:
- Кромарти[12] — основной персонаж, первоочередной целью которого являлось обнаружение и ликвидация Джона Коннора. Был замаскирован под учителя[13], актёра, агента ФБР. При помощи врача-гематолога[14] и пластического хирурга восстановил кожный покров и взял внешность актёра Джорджа Ласло. Статус: ликвидирован в результате согласованных действий Джеймса Эллисона, Сары Коннор, Джона Коннора, Дерека Риза и Кэмерон Филлипс. ЦП уничтожен Сарой Коннор. После ликвидации его тело тайно использовалось корпорацией «Зейра» (англ. Zeira Corporation, ZeiraCorp) в проекте «Вавилон» в качестве аватара искусственного интеллекта «Джон Генри»[15].
- Вик Чемберлен[16] — убийца группы повстанцев из будущего, основная задача которого проконтролировать создание и внедрение Городской системы дорожного движения (будущие глаза «Скайнет») путём непосредственного контроля над программистом Барбарой Чемберлен, с которой он состоял в браке[17]. Задача была выполнена — произведён запуск системы, а Барбара Чемберлен ликвидирована за ненадобностью. Был замаскирован под человека, попавшего в аварию[18], а также данный T-888, с целью ликвидации Дерека Риза, попавшего в тюрьму, совершил преступление[19], дабы оказаться за решёткой. Статус: ликвидирован Джоном Коннором и Кэмерон Филлипс при попытке уничтожить Дерека Риза[20]. Тело сожжено, а проект будущих глаз «Скайнета» удалось уничтожить совместными усилиями Джона и Сары Конноров, Дерека Риза, и Камерон (Кромарти принял участие ради своих интересов).
- Картер — персонаж с основной задачей розыска и складирования металла колтана для производства роботов в будущем. Был замаскирован под офицера американской армии. Статус: заблокирован в повреждённом состоянии на военном складе с высокопрочной дверью.
- Убийца Карла Гринвея — терминатор, заменивший его на посту и запустивший АЭС, после чего он должен был спровоцировать аварию, дабы территория штата была не пригодна для жизни, а, следовательно, в будущем сопротивление не смогло бы иметь в этом месте опорные базы и использовать саму АЭС для электрификации своих баз. Был специально изготовлен с внешностью инженера Карла Гринвея и полностью его заменил. Статус: ликвидирован Кэмерон Филлипс и Сарой Коннор в ходе рукопашной схватки на АЭС. Тело законсервировано в бочке с радиоактивными отходами.
- Убийца Мартина Беделла — прибыл из будущего с целью ликвидации Мартина Беделла, полных тёзок которого оказалось несколько человек. Один из Беделлов — будущий соратник Джона Коннора в войне с машинами и его спаситель в ходе одной из спецопераций. Маскировка — стандартная (кожный покров), не обременённая какой-либо легендой. Статус: ликвидирован Дереком Ризом при помощи крупнокалиберной снайперской винтовки Barrett M82. Тело частично сожжено, а частично затоплено в смоляных болотах[21].
- T-888 в образе женщины — модифицированная модель с самоуничтожающимся ЦП. Задачей данной модели была либо ликвидация детского психолога — доктора Шермана, нанятого для психологической интеграции создаваемого искусственного интеллекта; либо его защита (согласно сюжету невозможно понять). Статус: ликвидирован Кэмерон Филлипс в ходе рукопашной схватки[22].
- T-888 в образе бывшего агента Джеймса Эллисона — прибыл из будущего с целью ликвидации самого Джеймса Эллисона и его физической замены. Статус: был ликвидирован Кромарти при попытке убийства цели. Кромарти объяснил уничтожение этого терминатора тем, что тот бы помешал ему найти и убить Джона Коннора.
- Майрон Старк — терминатор, засланный «Скайнетом» в прошлое. T-888 прибыл в 31 декабря 1920 года, что явилось ошибочной датой прибытия. В результате прибытия произошло возгорание бара, в котором погибло 43 человека, в том числе создатель здания, в котором в 2010 году должно было состояться награждение неизвестного мужчины, который и являлся первоочередной целью терминатора. Дабы следовать программе, T-888 под легендой Майрона Старка — успешного молодого бизнесмена, сделал всё, чтобы выкупить землю и отстроить на ней данное здание заново, после чего самозаконсервировался до 2010 года в одной из стен. Однако в 2009 году был обнаружен Кэмерон Филлипс и уничтожен в ходе рукопашной схватки.
- Убийца Сидни Филдс — посланный в прошлое (2009 год) для убийства ещё не рождённой девочки, находящейся во чреве матери. У Сидни Филдс имеется иммунитет к вирусу, которым «Скайнет» в будущем будет вытравливать подземные бункеры сопротивления. Сопротивление, используя кровь Сидни Филдс, разработает вакцину и оградится от воздействия вируса. Статус: ликвидирован Кэмерон Филлипс и Сарой Коннор при неустановленных обстоятельствах[23].
- Убийца Саванны — модифицированная модель с самоуничтожающимся ЦП. Послан в прошлое «Скайнет» для убийства Саванны — девочки, воспитываемой T-1001, действующего под легендой Кэтрин Уивер (президента корпорации «Зейра») и убийства самой Кэтрин Уивер. Во время покушения на Саванну убил Дерека Риза[24]. Статус: ликвидирован T-1001[25] в ходе непродолжительной рукопашной схватки[26].
- Квиг — один из захваченных T-888, показан в сцене будущего. Данный терминатор командует атомной подводной лодкой сопротивления «Джимми Картер». Уничтожен подводницей Джесси после отказа подчиниться отстранению от командования подлодкой, ссылаясь на секретный приказ Коннора. Причиной попытки отстранения стало пресечение Квигом попытки бунта части экипажа, после самовольного вскрытия теми контейнера с Т-1001, путём убийства матроса-зачинщика.
- Также различные T-888 появляются во снах Сары Коннор[27].

## Кастинг
В первом фильме Т-800 могли сыграть О. Джей Симпсон, Лэнс Хенриксен (в фильме сыграл детектива Вуковича), Мел Гибсон, Сильвестр Сталлоне, Том Селлек, Кевин Клайн и Майкл Дуглас.
Кроме Шварценеггера, в первом фильме Т-800 в будущем сыграл его друг Франко Коломбо, а в четвёртом фильме 2009 года, где нет Шварценеггера, играл Роланд Кикинджер, ему с помощью компьютерной графики наложили лицо Арнольда из первого фильма.

## Критика и отзывы
- В рейтинге 100 лучших героев и злодеев, составленном Американским институтом киноискусства, персонаж занимает сразу два места — № 48 как герой и № 22 как злодей. Этот рейтинг на телевидении был представлен исполнителем роли[что?] Терминатора Арнольдом Шварценеггером.
- Персонаж занимает 14 строчку в рейтинге 100 величайших персонажей фильмов по версии журнала Empire[28].

## В клипах
Арнольд Шварценеггер снялся в образе T-800 в следующих клипах:
| Год  | Исполнитель  | Клип              | Примечание                                     |
| ---- | ------------ | ----------------- | ---------------------------------------------- |
| 1991 | Guns N'Roses | You Could Be Mine | саундтрек к фильму «Терминатор 2: Судный день» |
| 2000 | Bon Jovi     | Say It Isn’t So   |                                                |